# Староштокавские диалекты
Староштока́вские диале́кты (серб. староштокавски дијалекти, staroštokavski dijalekti, хорв. nenovoštokavski dijalekti, staroštokavski dijalekti) — диалекты сербохорватского языка, характеризующиеся сохранением в их языковом комплексе старого типа акцентуации. Староштокавские диалекты распространены на территории Сербии (в восточных и юго-западных районах), Хорватии (в северо-восточных районах — в центральной и восточной частях Славонии), Черногории (в восточных и южных районах) и на территории Боснии и Герцеговины (главным образом в центральных и северо-восточных районах). Кроме того, староштокавские говоры распространены в ряде селений Австрии, Венгрии и Румынии. Противопоставлены новоштокавским диалектам, для которых характерен новый тип акцентуации.
В просодической системе староштокавских диалектов в отличие от новоштокавских не произошло перемещения ударения на один слог к началу словоформы, в них сохраняются старейший тип акцентуации (трёхчленная оппозиция и высокий уровень различительной роли просодических факторов) и старый тип штокавской акцентуации (непоследовательное сохранение старого места ударения и меньшая значимость различительных факторов просодии). Старейший тип акцентуации в некоторой степени сходен с чакавским типом — в нём отмечается одно ударение у кратких гласных (ȍko «глаз», sestrȁ «сестра», glāvȁ «голова» на месте праславянского акута), но два, нисходящее и восходящее, у долгих гласных (нисходящее mêso «мясо», восходящее súša «засуха»).
Важнейшими классифицирующими признаками сербохорватских диалектов помимо типов акцентуации являются также различия в рефлексах праславянского *ě (экавские диалекты; екавские, или иекавские диалекты; икавские диалекты и говоры с незаменённым ě) и различия сочетаний согласных на месте *stj и *zdj — šć и žʒ́ (шчакавские диалекты) и št и žd (штакавские диалекты).
В староштокавской группе выделяют четыре диалекта:
1. Славонский диалект. Распространён среди хорватов в центральных и восточных районах Славонии, а также на крайнем западе Воеводины. По рефлексам *ě различают как икавские, так и икавско-екавские и экавские говоры. Преобладают икавский тип (говоры Посавья и восточного Подравья).
2. Восточнобоснийский диалект. Распространён главным образом среди боснийцев в центральных и северо-восточных районах Боснии и Герцеговины, а также в северо-западной Славонии и в некоторых районах южной Венгрии. Относится к группе екавских (иекавских) диалектов.
3. Зетско-рашский (зетско-ловченский, зетско-южносанджакский) диалект. Занимает компактный ареал в Санджаке и на юге и востоке Черногории. Преобладают говоры с иекавским произношением.
4. Косовско-ресавский диалект. Ареал данного диалекта охватывает восточные и юго-западные районы Сербии. Рефлексом праславянского *ě в косовско-ресавских говорах является гласная e. Наиболее обособленная в косовско-ресавском ареале группа говоров — смедеревско-вршачская, которая характеризуется менее последовательным экавизмом.

Славонский и восточнобоснийский диалекты относятся к шчакавским, зетско-южносанджакский и косовско-ресавский — к штакавским.